# Ioan Amihăesei
Ioan Amihăesei (n. 1935 – d. 1 noiembrie 2014) a fost un deputat român în legislatura 1990-1992, ales în județul Iași pe listele partidului FSN. A fost deputat în perioada 18 iunie 1990 - 23 aprilie 1992, dată la care a demisionat. Deputatul Ioan Amihăesei a fost membru în grupurile parlamentare de prietenie cu Coreea de Sud, Canada și Argentina. Ioan Amihăesei  a fost membru în Comisia pentru administrație centrală și locală, amenajarea teritoriului și urbanism. Ioan Amihăesei a fost primul președinte al Consiliului Județean Iași, după reînființarea acestuia în 1989.